# Solomon (Handel)
Solomon, HWV. 67 là bản oratorio của nhà soạn nhạc người Anh gốc Đức George Frideric Handel. Ông viết tác phẩm này vào năm 1748. Lời được lấy từ những câu chuyện Kinh thánh về vua Solomon. Phần nhạc nổi tiếng nhất của tác phẩm đó chính là khúc Sự trở về của nữ hoàng xứ Sheba, được trình diễn tại Olympic tại London vào năm 2012. Tác phẩm cũng như nhiều bản oratorio khác thể hiện được tinh thần mới, hơi thở mới của Handel: Ông đã nhạc kịch hóa oratorio thành những nội dung lớn mà trước và sau ông không có ai làm được, đó là cuộc đấu tranh giải phóng, niềm vui thắng lợi và nỗi đau thất bại. Bản oratorio cùng nhiều tác phẩm cùng thể loại khác được trình diễn thành công, đem lại sự mến mộ của người Anh đối với nhà soạn nhạc gốc Đức.